# Igreja Anglicana da Austrália
A Igreja Anglicana da Austrália, originalmente conhecida como Igreja da Inglaterra na Austrália e Tasmânia, é uma igreja cristã na Austrália e uma igreja autônoma da Comunhão Anglicana mundial. Em 2016, respondendo a um estudo revisado por pares publicado no Journal of Anglican Studies da Cambridge University Press, a Igreja  relatou ter um total de 4.865.328 de membros batizados. De acordo com o Censo de 2021, 2,5 milhões de australianos (9,8% da população) se autoidentificaram como anglicanos. Portanto, a Igreja Anglicana é a segunda maior igreja cristã da Austrália, depois da Igreja Católica Romana.
Durante grande parte da história australiana, desde a chegada da Primeira Frota em janeiro de 1788, a igreja foi a maior denominação religiosa. Nos últimos tempos, porém, o anglicanismo na Austrália refletiu o declínio acentuado no número de membros e na frequência à igreja, um padrão observado em muitas nações desenvolvidas. A igreja é uma das maiores provedoras de serviços de assistência social na Austrália.
A igreja Anglicana está presente em mais locais na Austrália do que qualquer outra denominação cristã. 

## História
Quando a Primeira Frota foi enviada para Nova Gales do Sul em 1787, Richard Johnson, da Igreja da Inglaterra, foi licenciado como capelão da frota e do assentamento. Em 1825 Thomas Scott foi nomeado Arquidiácono da Austrália sob a jurisdição do Bispo de Calcutá. William Grant Broughton, que sucedeu Scott em 1829, foi consagrado o primeiro (e único) "Bispo da Austrália" em 1836. Nos primeiros tempos coloniais, o clero da Igreja da Inglaterra trabalhou em estreita colaboração com os governadores. Richard Johnson, um capelão, foi mencionado pelo governador Arthur Phillip por melhorar a "moralidade pública" na colônia, e também estava fortemente envolvido na saúde e na educação. Samuel Marsden (1765–1838) tinha deveres magistrais, e por isso foi equiparado às autoridades pelos condenados.  Alguns dos condenados irlandeses foram transportados para a Austrália por crimes políticos ou rebelião social na Irlanda, de modo que as autoridades suspeitaram do catolicismo romano nas primeiras três décadas de assentamento, e os condenados católicos romanos foram obrigados a comparecer aos cultos da Igreja da Inglaterra e seus filhos e órfãos foram criados pelas autoridades como anglicanos.
A Igreja da Inglaterra perdeu seus privilégios legais na Colônia de Nova Gales do Sul pelo Ato da Igreja de 1836. Elaborado pelo procurador-geral reformista John Plunkett, o ato estabeleceu a igualdade legal para anglicanos, católicos romanos e presbiterianos e mais tarde foi estendido aos metodistas. Uma missão aos aborígenes foi estabelecida no Vale Wellington em Nova Gales do Sul pela Sociedade Missionária da Igreja em 1832, mas terminou em fracasso e os povos indígenas no século 19 demonstraram relutância em se converter à religião dos colonos que estavam tomando suas terras.
Em 1842 foi criada a Diocese da Tasmânia. Em 1847 o resto da Diocese da Austrália foi dividido em quatro dioceses separadas de Sydney, Adelaide, Newcastle e Melbourne. Nos 80 anos seguintes, o número de dioceses aumentou para 25.
Desde 1º de janeiro de 1962, a igreja australiana é autocéfala e liderada por seu próprio primata. Em 24 de agosto de 1981, a igreja mudou oficialmente seu nome de Igreja da Inglaterra na Austrália e Tasmânia para Igreja Anglicana da Austrália. 
Embora o Livro de Oração Comum continue sendo o padrão oficial para a crença e adoração anglicana na Austrália, um Livro de Oração Australiano (AAPB) foi publicado em 1978 após uma revisão prolongada da liturgia. Outro livro de serviço alternativo, A Prayer Book for Australia (APBA), foi publicado em 1995.

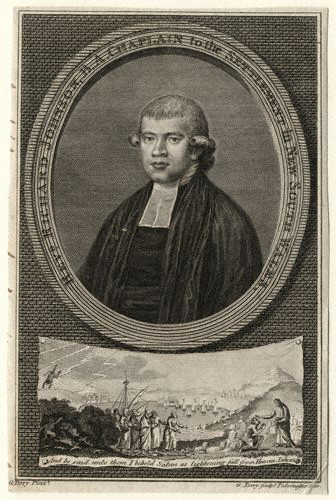
Richard Johnson, capelão da Primeira Frota.

Em 1985, o sínodo geral da igreja australiana aprovou um cânone para permitir a ordenação de mulheres como diáconos. Em 1992, o sínodo geral aprovou uma legislação permitindo que as dioceses ordenassem mulheres ao sacerdócio. As dioceses podem optar por adotar a legislação. Em 1992, 90 mulheres foram ordenadas na Igreja Anglicana da Austrália e outras duas que foram ordenadas no exterior foram reconhecidas. Após décadas de debate, a questão da ordenação de mulheres, particularmente como bispas, continua a dividir tradicionalistas e reformadores dentro da Igreja. Em novembro de 2013, cinco dioceses não haviam ordenado mulheres como sacerdotes e duas não haviam ordenado mulheres como diáconos. A diocese mais recente a votar a favor da ordenação de mulheres como sacerdotes foi a diocese de Ballarat em outubro de 2013. Em 2008, Kay Goldsworthy foi ordenada bispa assistente da Diocese de Perth, tornando-se assim a primeira mulher consagrada como bispo da Igreja Anglicana da Austrália. Sarah Macneil foi eleita em 2013 para ser a primeira bispa diocesana da Austrália. Em 2014 ela foi consagrada e instalada como a primeira bispa diocesana feminina na Austrália (para a Diocese de Grafton em New South Wales). A igreja continua a ser um importante provedor de serviços de educação e bem-estar na Austrália. Fornece capelães para a Força de Defesa Australiana, hospitais, escolas, indústrias e prisões. Clérigos seniores como Peter Jensen, ex-arcebispo de Sydney, têm um alto perfil nas discussões sobre uma gama diversificada de questões sociais nos debates nacionais contemporâneos. Em tempos recentes, a igreja encorajou seus líderes a falar sobre questões como direitos indígenas; segurança internacional; paz e justiça; e pobreza e equidade. O atual primaz é Geoffrey Smith, Arcebispo de Adelaide, que começou no cargo em 7 de abril de 2020 depois que Philip Freier deixou o cargo em 31 de março de 2020.

## Demografia

Principais afiliações religiosas na Austrália por ano censitário.

Porcentagem de australianos que se identificaram como anglicanos no censo de 2011, divididas geograficamente por área estatística local.

Desde a chegada da Primeira Frota em 1788, a Igreja Anglicana da Austrália foi a maior denominação religiosa até o censo de 1986, após o qual os católicos romanos superaram os anglicanos em número por uma margem crescente. A porcentagem de filiação anglicana atingiu o pico em 1921, com 43,7%, e o número de pessoas que indicaram filiação anglicana em um censo australiano atingiu o pico em 1991, com 4.018.779.
No Censo de 2011, 3.679.907 pessoas declararam sua filiação religiosa como anglicana. Já no Censo de 2016, 3,1 milhões de australianos se autoidentificaram como anglicanos. Cinco anos depois, no Censo de 2021, o total foi de 2.496.273 – um declínio de quase um terço, 32%. Esses números representaram 17,1% e 9,8%, respectivamente, das populações censitárias, um declínio de 42%. Em 2016, o Journal of Anglican Studies declarou que, de aproximadamente 4.865.328 membros totais reivindicados pela igreja, o número de membros ativos era de 437.880. O declínio acentuado no número de membros e na frequência à igreja refletiu uma experiência comum em muitas nações do primeiro mundo, majoritariamente nações pós-modernas.
Uma explicação para a redução da prevalência do anglicanismo está relacionada às mudanças nos padrões de imigração da Austrália. Antes da Segunda Guerra Mundial, a maioria dos imigrantes na Austrália vinha do Reino Unido – embora a maioria dos imigrantes católicos australianos tivesse vindo da Irlanda. Após a Segunda Guerra Mundial, o programa de imigração da Austrália se diversificou e mais de 6,5 milhões de migrantes chegaram à Austrália nos 60 anos após a guerra, incluindo mais de um milhão de católicos romanos.
Ao contrário de outras igrejas, a Igreja Anglicana da Austrália não publica estatísticas de frequência em toda a igreja. Em 2011, a Pesquisa Nacional sobre a Vida Eclesiástica estimou que 155.000 australianos frequentavam uma igreja anglicana semanalmente, número que ficou abaixo dos 191.600 que frequentavam em 1991. No entanto, a igreja tabula números sobre o clero, que são usados para alocar a representação diocesana no Sínodo Geral. Em 2015, havia 2.441 bispos, padres e diáconos ativos na igreja, acima dos 2.340 em 1991.

## Estrutura
A igreja australiana é composta por vinte e três dioceses organizadas em cinco províncias (exceto a Tasmânia), com sedes metropolitanas nas capitais dos estados. O clero anglicano está concentrado nas principais cidades da Austrália, com as cinco dioceses metropolitanas representando 64% do clero ativo. Ao adicionar as dioceses mistas urbanas e rurais de Canberra e Goulburn, Newcastle, Território do Norte e Tasmânia, as áreas urbanas respondem por 79% do clero ativo. A Diocese de Sydney, tradicionalmente uma diocese evangélica, é de longe a maior diocese: em 2011, seus 58.300 frequentadores semanais representavam 37,6% da frequência semanal da Igreja Anglicana e, em 2015, os 688 clérigos ativos da diocese representavam 28,1% do clero ativo em toda a igreja
A Broughton Publishing é o braço editorial nacional da igreja.

## Ministério indígena
O Conselho Nacional Aborígene e Anglicano das Ilhas do Estreito de Torres (NATSIAC) nomeia dois bispos indígenas para o trabalho nacional com os povos indígenas: o Bispo Nacional Aborígene está sediado na Austrália Meridional (como bispo assistente da Diocese Anglicana de Adelaide); enquanto o Bispo Nacional das Ilhas do Estreito de Torres está sediado na Ilha Thursday, Queensland (como bispo assistente da Diocese Anglicana do Norte de Queensland). Gloria Shipp foi a primeira mulher eleita presidente do NATSIAC.